# Notburga
Santa Notburga (c. 1265 - 16 de septiembre de 1313), también conocida como Notburga de Rattenberg o Notburga de Eben, fue una santa austriaca y campesina del Tirol, sobre ella se han escrito y pintado numerosas vitae donde se la representa con una guadaña, es venerada por la Iglesia Católica, habiendo sido canonizada por el Papa Pío IX.

## Biografía
Notburga fue una cocinera de la mansión del Condado Enrique de Rattenberg, y daba comida a los más pobres. Pero Otilia, la mayordoma, le ordenó que cualquier sobra se lo diera a los cerdos. A pesar de que continuó sirviendo en la mansión, Notburga guardaba algo de su propia comida, sobre todo los viernes, para dárselo a los más necesitados. Según la tradición, un día su amo le pilló llevando comida y le ordenó que le enseñara que llevaba escondido. Ella obedeció pero en lugar de la comida y vino, él sólo vio virutas y vinagre. Como resultado de las acciones de Notburga, Otilia la despidió, pero pronto cayó gravemente enferma y Notburga volvió para cuidar de ella. 
A continuación, Notburga trabajó para un campesino de Eben am Achensee, con la condición de que se le permitiera ir a la iglesia antes de la noche los domingos y fiestas. Una noche, su amo le obligó a seguir trabajando en el campo. Lanzó su hoz en el aire y supuestamente dijo: "Que mi hoz sea el juez entre tú y yo". Entonces, la hoz quedó suspendida en el aire. Mientras tanto, el conde Enrique sufrió dificultades, que atribuyó al despido de Notburga, así que la volvió a contratar. Poco antes de su muerte, se dice que le dijo a su maestro que colocara su cadáver en un carro tirado por dos bueyes, para enterrarla allí donde los bueyes se detengan. Los bueyes tiraron del carro hasta la capilla de San Ruperto cerca de Eben, donde fue enterrada.
El culto de Santa Notburga fue ratificado el 27 de marzo de 1862, y su fiesta se celebra el 14 de septiembre. Se le suele representar con una mazorca de maíz, flores y una hoz en la mano, a veces la hoz está suspendida en el aire.